# Christoph Báthory

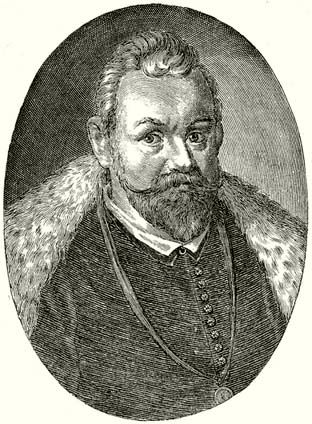
Christoph Báthory

Christoph Báthory (von Somlyo, ungarisch Báthory Kristóf; * 1530; begraben 27. Mai 1581 in Weißenburg) war Fürst von Siebenbürgen und Bruder des polnischen Königs Stephan Báthory. 
1557 beauftragte ihn Königin Isabella, den französischen König in Frankreich aufzusuchen. In den Jahren um 1565 stand Christoph Báthory in Diensten von Johann Sigismund Zápolya und erzielte bei Chust gegen türkische Truppen einen bedeutsamen Sieg. Zwischen 1571 und 1576 war Christoph Báthory Kapitän der Festung Wardein (Várad). Als sein Bruder Stephan Báthory 1576 zum polnischen König erhoben wurde, wurde Christoph Fürst von Siebenbürgen. 